# Брашовско писмо
Брашовското писмо (29 – 30 юни 1521 г.; на румънски: Scrisoarea lui Neacşu) е първият писмен паметник на старорумънски език.
Писмото, освен фрази на разговорния в началото, съдържа 2 думи (за, и пак) на среднобългарски език.
Написано е на румънска кирилица. Не е транскрибирано на новобългарски език от оригиналния текст.
Името си носи от град Брашов, където е открито от местния архивар Фридрих Щенер и предадено на Николае Йорга, който го публикува. Написано е от влашкия болярин и търговец Някшу Лупу от Дълго поле (днес Къмпулунг) до Йоханес (Ханс) Бенкнер, градски съдия (кмет) в Брашов.

Текстът му е следния (транслитерация от кирилица на граждански шрифт):
1. м(ѹ)дром(ѹ) и племенитом(ѹ) и чиститом(ѹ) и б[о]гω(м) дарованном(ѹ) жѹпа(н) хань(ш) бе(г)не(р) о(т) брашо(в) мно(г)[о]
2. з(д)равие о(т) нѣ(к)шѹ(л) о(т) длъгополе и па(к) даѹ щире до(м)нïетале за лѹкрѹ(л) тѹ(р)чило(р) кѹм амь
3. аѹзи(т) èѹ къ ѫпъратѹ(л) аѹ èши(т) де(н) софïѧ ши аими(н)трѣ нѹе ши сѣѹ дѹ(с) ѫ сѹ(с)
4. пре дѹнъре и па(к) съ щïи до(м)нïіата къ аѹ вени(т) ѹ(н) ω(м) де ла никопое де мïе мѣ(ѹ)
5. спѹ(с) къ аѹ възѹ(т) кѹ ωкïи лои къ аѹ трекѹ(т) чѣле корабïи че щïи ши до(м)нïіата прè
6. дѹнъре ѫ сѹ(с) и пак съ щïи къ багъ ден тоте ωрашеле къте [50] де ωми(н) съ ѧ
7. фïе ѫн ажѹто(р) ѫ корабïи и пак съ щïи кѹмѹ сѣѹ принсъ неще ме(ш)ще(р) де(н) ц[а]ри
8. гра(д) кѹ(м) ворь трѣче ачѣле корабïи ла локѹ(л) чела (ст)римтѹ(л) че щтïи ши до(м)нïіата
9. и па(к) спѹи до(м)нïетале де лѹкрѹ(л) лѹ махаме(т) бе(г) кѹ(м)ѹ амь аѹзит де боѧри че сънть меджïіа(ш)
10. ши де џенере мïѹ негре кѹмѹ ѧѹ да(т) ѫпъратѹ(л) слобозïе лѹ махаме(т) бег пре иѹ иωи ва
11. фи воѧ прен цѣра рѹмънѣскъ іаръ èль съ трѣкъ и па(к) съ щïи до(м)нïіата къ аре
12. фрикъ маре ши бъсъраб де аче(л) лотрѹ де махаме(т) бе(г) ма(и) върто(с) де до(м)нïеле во(с)тре
13. и па(к) спѹи до(м)нïетале ка ма(и) мареле мïѹ де че амь ѫцеле(с) шïеѹ еѹ спѹи до(м)нïетале іаръ
14. до(м)нïіата ещи ѫцелепть ши ачѣсте кѹви(н)те съ цïи до(м)нïіата ла тине съ нѹ щïе
15. ѹми(н) мѹлци ши до(м)нïеле во(с)тре съ въ пъзици кѹ(м) щици ма(и) бине и б[ог]ь те ве(с)[е]ли(т) амï(н)ъ
(Забележка: с "ѫ" е транслитерирана буквата "ън")

Превод на български:
| „ | На мъдрия, племенития и честития и от Бога даруван жупан Ханаш Бенгнер от Брашов, много здраве от Нешо от Дълго поле. И така, известявам те за делата на турците, тъй като чух че императорът е напуснал София, това трябва да е вярно, и е тръгнал нагоре по Дунава. И също така трябва да знаеш, че човек от Никопол дойде при мен и ми каза че са видели със собствените си очи че корабите, за които Ти знаеш, са тръгнали нагоре по Дунава. И също така трябва да знаеш, че вземат по 50 мъже от всеки град, за да помагат за корабите. И също така да знаеш, че някои майстори от Цариград са се научили как да правят корабите да минават по тесните места, за които Ти също знаеш. И също така Ти казвам за делата на Мехмед бег, както чух от съседните боляри и от зет ми Негре (Черния), че императорът е дал на Мехмед бег свобода да минава през Влахия откъдето си иска. И също трябва да знаеш, че нашият Басараб също се страхува от тоя крадец Мехмед бег, даже повече от тебе. И също ти казвам като на мой господар за това какво узнах. Казвам ти на Тебе, и ти си мъдър и трябва да пазиш тези думи за себе си, така, че малко хора да знаят, и трябва да вземеш съответни мерки. ”И Бог да те весели. (и да те весели, ощастливи Бог). Амин. | “ |